# Rebecca Pawel
Rebecca Pawel, née en 1977 à New York, dans l'État de New York, aux États-Unis, est une romancière américaine, auteur de roman policier.

## Biographie
Diplômée de la Stuyvesant High School, elle se passionne pour l'Espagne lors d'un voyage scolaire. Elle s'oriente alors vers l'université Columbia où elle étudie l'espagnol et la littérature espagnole. Elle obtient un diplôme de professeur en 2000 et devient enseignante à la High School of Enterprise, Business, & Technology (en), située dans le quartier de Williamsburg, à Brooklyn.
Lors d'un voyage en Espagne, elle entreprend l'écriture d'un roman policier ayant pour époque l'après Guerre d'Espagne sous la dictature de Franco. « Issu d'une riche et très conservatrice famille carliste de Grenade », le sergent Carlos Tejada Alonso y León de la Guardia Civil fait ainsi sa première apparition dans le roman Death of a Nationalist, publié en 2003 et lauréat du Prix Edgar-Allan-Poe du meilleur premier roman l'année suivante. Ce titre est traduit par la maison d'éditions Liana Levi sous le titre Madrid à mort en 2005.
Initialement conçu comme un roman unique, Pawel lui donne finalement une suite en 2004 avec le roman Law of Return, à nouveau traduit en français sous le titre Le Disparu de Salamanque, puis avec les romans The Watcher in the Pine et The Summer Snow.
Elle enseigne ensuite de 2011 à 2013 à la Erasmus Hall High School (en) situé sur la Flatbush Avenue dans le quartier de Brooklyn, avant de reprendre ses études à l'université Columbia.
Elle travaille actuellement à l'écriture d'un roman sur la Renaissance flamande.

## Œuvre

### SérieTejada
- Death of a Nationalist (2003) Publié en français sous le titre Madrid à mort, traduction de Françoise Adelstain, Paris, Liana Levi, coll. À corps et à crime, 2005
- Law of Return (2004) Publié en français sous le titre Le Disparu de Salamanque, traduction de Nicolas Richard, Paris, Liana Levi, coll. À corps et à crime, 2005, réédition Paris, Liana Levi, coll. Piccolo, 2006
- The Watcher in the Pine (2005)
- The Summer Snow (2006)

## Prix et distinctions
- Prix Edgar-Allan-Poe 2004 du meilleur premier roman pour Death of a Nationalist.

## Sources
- Claude Mesplède, Dictionnaire des littératures policières, vol. 2 : J - Z, Nantes, Joseph K, coll. « Temps noir », 2007, 1086 p. (ISBN 978-2-910-68645-1, OCLC 315873361), p. 496-497.